# أوبنسكيز
قالب:Infobox Compagnie aérienne
أوبنسكيز أو OpenSkies، هي شركة طيران فرنسية تابعة للخطوط الجوية البريطانية، انطلقت في عام 2008. وفي عام 2013، بدأت بالربط بين باريس ونيويورك، مع ثلاث رحلات يوميا من مطار أورلي، اثنان منهم إلى المطار نيوارك وواحدة إلى مطار جون كينيدي.
تم إنشاء الشركة بعد توقيع اتفاق «السماء المفتوحة» بين الاتحاد الاوروبي والولايات المتحدة، التي أبرمت في عام 2008، والتي تسمح لشركات الطيران الأوروبية بخدمة الولايات المتحدة من أي مدينة في أوروبا، أيا كانت جنسيتهم. واسم الشركة مستوحى من التسمية الإنجليزية لهذه المعاهدة (treaty on open skies).